# Agallissus
Agallissus is een kevergeslacht uit de familie van de boktorren (Cerambycidae). De wetenschappelijke naam van het geslacht werd voor het eerst geldig gepubliceerd in 1823 door Dalman.

## Soorten
Agallissus omvat de volgende soorten:
- Agallissus lepturoides (Chevrolat, 1849)
- Agallissus melaniodes Dalman, 1823